# Rumburská žula
Rumburská žula či rumburský granit je typ převážně hrubozrnné, případně drobnozrnné žuly, který se vyskytuje především v Rumburku a blízkém okolí v Ústeckém kraji.

## Vlastnosti
Rumburská žula má světle modrošedou barvu, kterou udávají křemen a živec, zvětralá žula je okrová, krémová až světle hnědá. Nejčastěji se vyskytuje hrubozrnná varianta, která díky vyrostlicím živců přechází až ve velkozrnnou, méně je zastoupena varianta drobnozrnná. Kromě tmavšího draselného živce (hlavně mikroklinu) jsou zastoupeny také plagioklasy (především albit). Křemen má nejčastěji barvu šedavou až šedomodrou, která je typická i pro ostatní v regionu zastoupené granitoidy (především pro brtnickou žulu a lužický granodiorit). Ze slíd je zastoupen tmavý biotit, jenž bývá začasté chloritizován. Pokud je přítomen také muskovit, vznikl druhotně. Tmavé součásti začasté tvoří méně než 5 %, proto je rumburská žula řazena mezi leukokrátní granitoidy. Drobnozrnná varianta má sklony k porfyrizaci. Jako akcesorie jsou v rumburské žule přítomny apatit, zirkon, monazit, rutil, cordierit a oxidy železa (limonit, hematit, případně magnetit). Její stáří je odhadováno na přibližně 500 milionů let, přičemž její vznik je kladen do období kambria či spodního ordoviku. Rumburská žula je pouze málo prostoupena mladšími vulkanity (zejména tefritem); významnějším průnikem je vrchol Ptačího vrchu (562 m). V místech, kde se rumburská žula stýká s dalšími horninami, má sklony vytvářet žulové (granitové) či méně často křemenné porfyry. Rumburská žula vytváří poměrně málo skalních výchozů, které mají podobu skal s vyvětralými balvany.

## Využití
Rumburská žula je ve svrchní vrstvě silně rozpraskaná do hloubky několika metrů, proto je její využití omezené. V menších lomech byla těžena v podobě hrubozrnného písku a štěrku, případně byly větší, volně se vyskytující balvany využity při stavbě domů. Širšího využití jako stavební nebo dekorační kámen však nenašla.

## Rozšíření
Výskyt rumburské žuly je vázán na bezprostřední okolí lužického zlomu, hlavní výskyt je ovšem na území města Rumburk (včetně částí obce Horní Jindřichov a Dolní Křečany). Odtud se táhne přes přes Staré Křečany (včetně částí obce Nové Křečany, Panský a Brtníky) až na jih Velkého Šenova (část obce Knížecí), na druhou stranu pak přes česko-německou státní hranici do Seifhennersdorfu. Na severu její výskyt ohraničuje mohutný křemenný val. Ostrůvkovitě se nachází při státní hranici na jihovýchodě katastrálního území Mikulášovic a západně od saského Hinterhermsdorfu, odkud se táhne východním směrem ke Kopci. Podél lužického zlomu se rumburská žula ostrůvkovitě vyskytuje na jihu území města Krásná Lípa a dále v Rybništi, Horním Podluží, Jiřetíně pod Jedlovou, Dolním Podluží, Waltersdorfu, Jonsdorfu, Bertsdorfu-Hörnitz a Oybinu.
Významně je rumburská žula zastoupena na několika kopcích Šluknovské pahorkatiny a Lužických hor, především na Strážném vrchu (425 m), Ptačím vrchu (562 m) u Panského, Vápenném vrchu (548 m) či Žulovci (565 m).

## Galerie

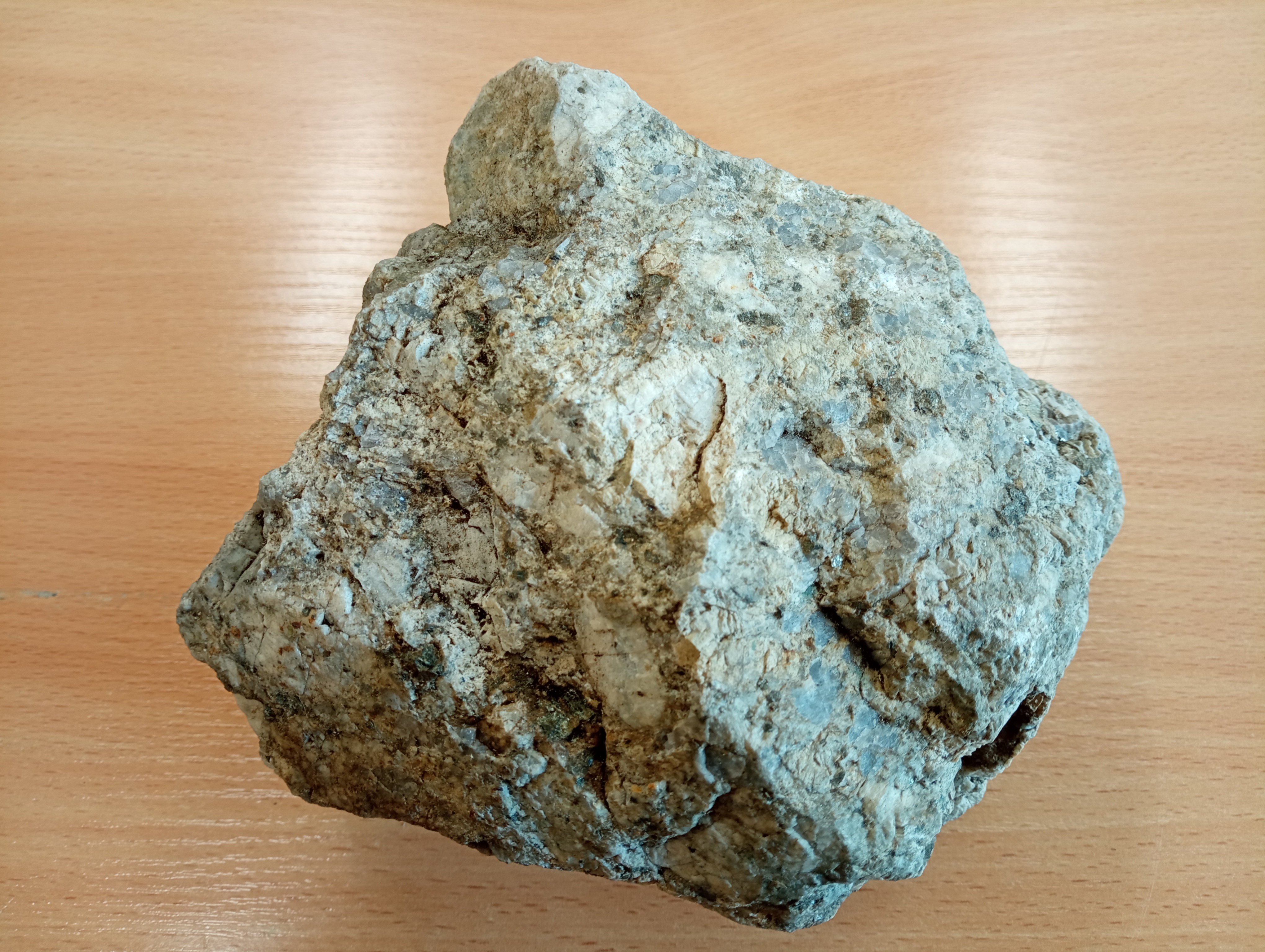
Hrubozrnná, leukokrátní
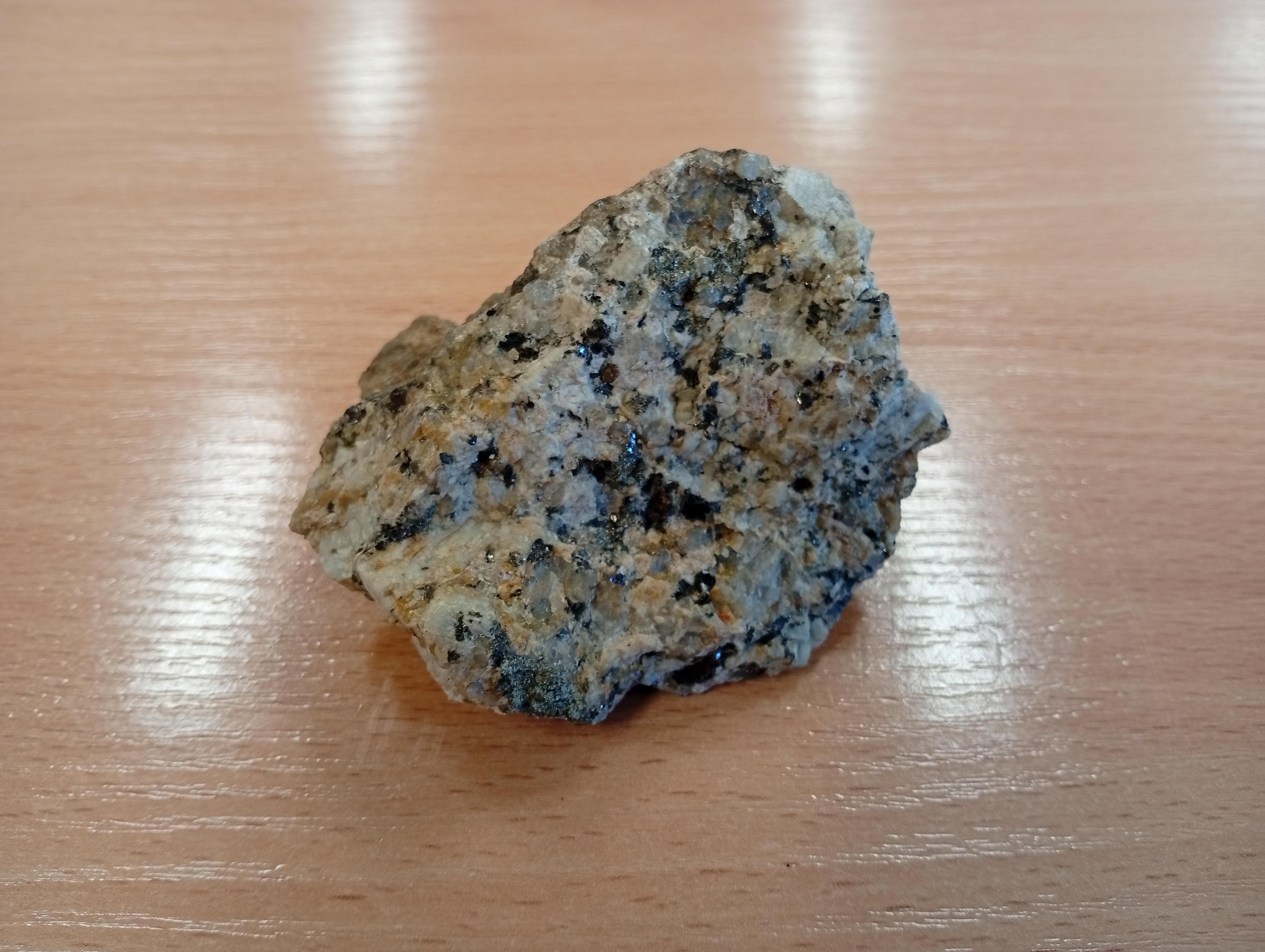
Hrubozrnná
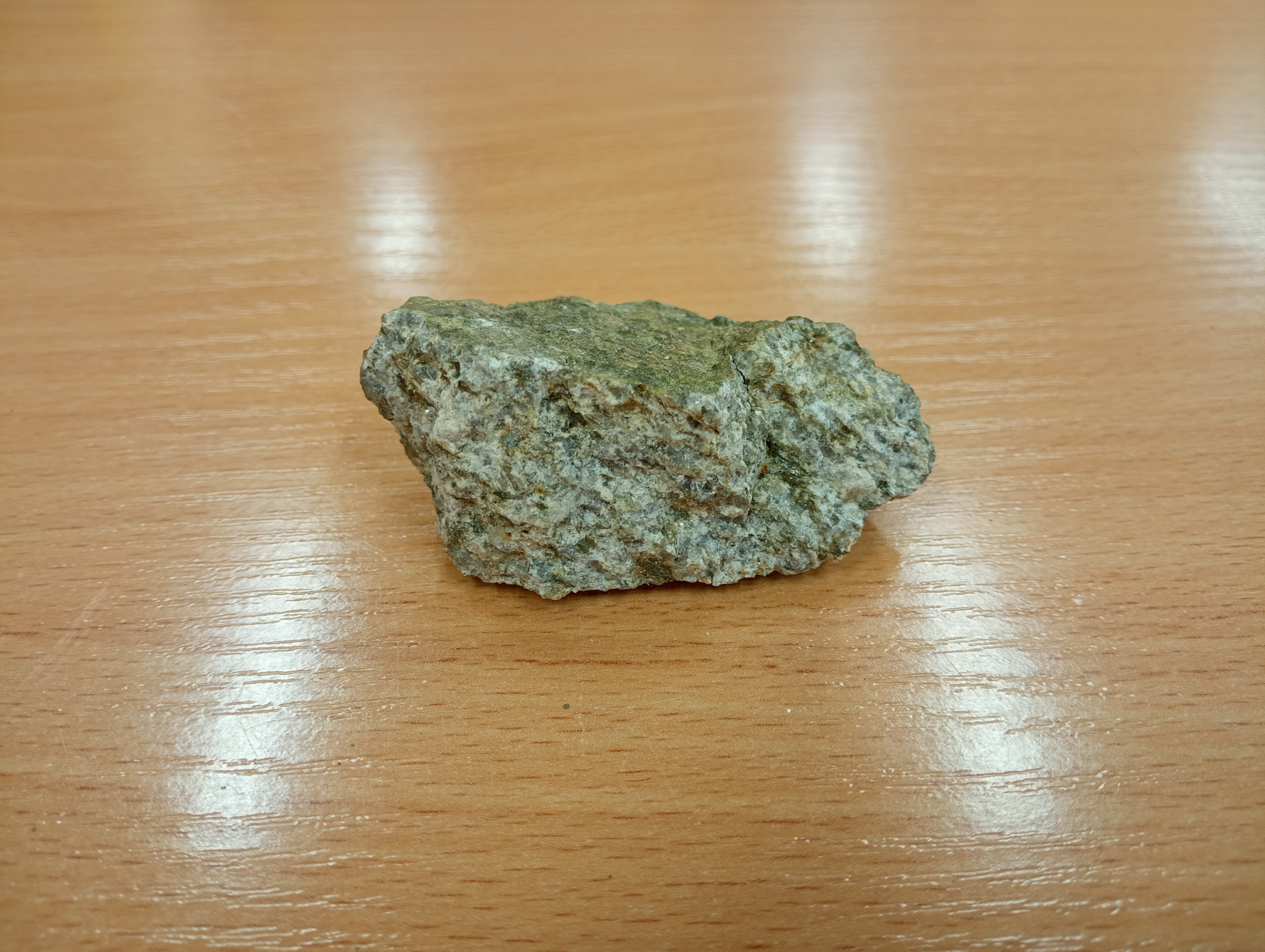
Drobnozrnná
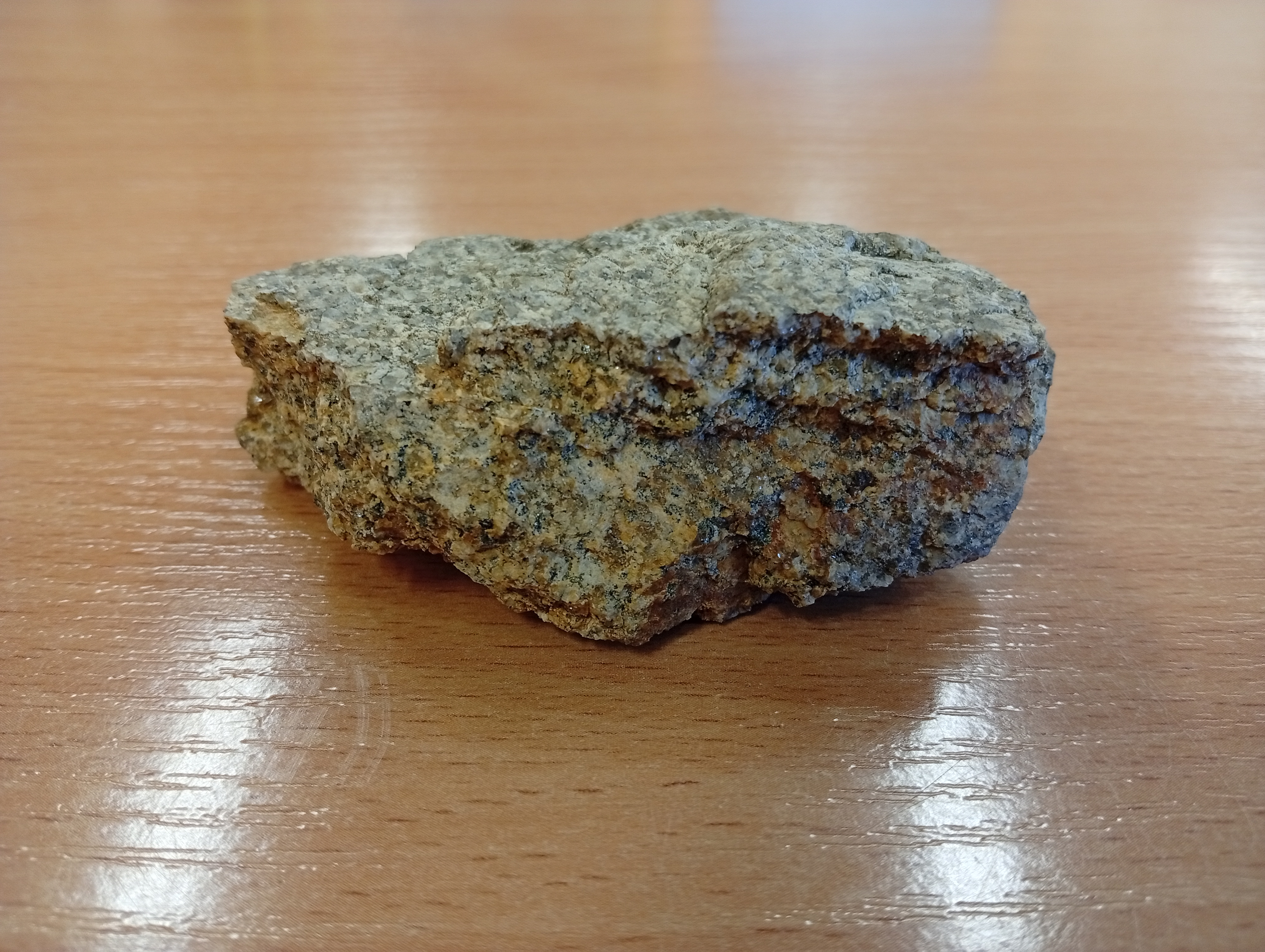
Drobnozrnná, zvětralá
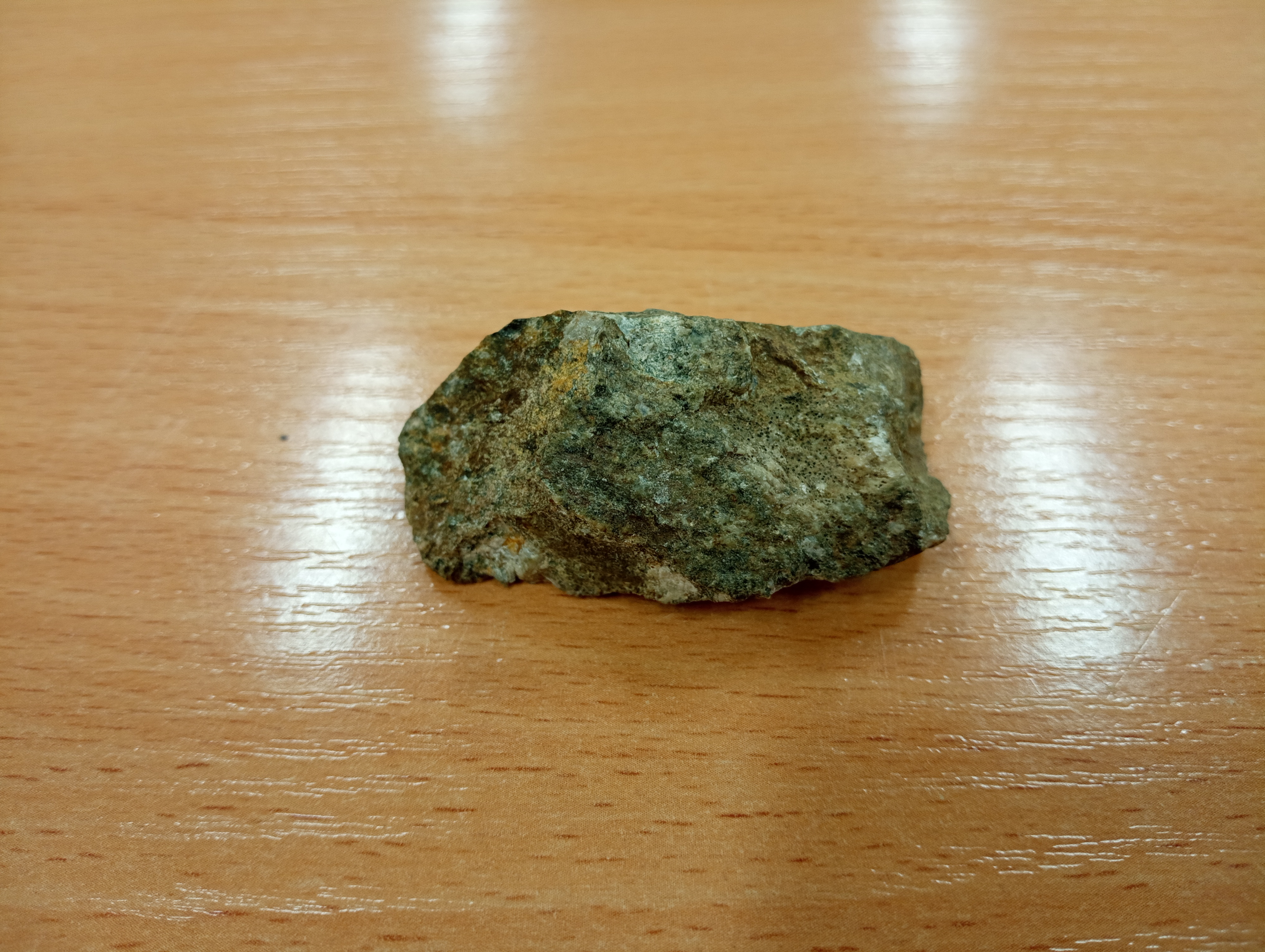
Porfyr